# جيراردو نونيز
جيراردو نونيز (بالإسبانية: Gerardo Núñez)‏ هو عازف قيثارة وموسيقي وملحن إسباني، ولد في 29 يونيو 1961 في شريش في إسبانيا.

## وصلات خارجية
- جيراردو نونيز على موقع ميوزك برينز (الإنجليزية)
- جيراردو نونيز على موقع أول ميوزيك (الإنجليزية)
- جيراردو نونيز على موقع أول ميوزيك (الإنجليزية)
- جيراردو نونيز على موقع ديسكوغز (الإنجليزية)